# Lauterbach (Neukirchen)
Lauterbach ist ein Ortsteil der Gemeinde Neukirchen/Pleiße im sächsischen Landkreis Zwickau. Lauterbach liegt 2,5 km südöstlich vom Kernort Neukirchen/Pleiße entfernt.

## Geschichte

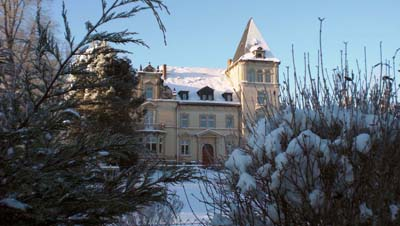
Schloss Lauterbach

Die Erwähnung des Ortes erfolgte erstmals im 14. Jahrhundert und schließt den Ort Nichzenhain mit ein. Das Dorf wurde nach dem gleichnamigen Ortsbach, der in dem südöstlich gelegenen Bauerndorf Hartmannsdorf entspringt, benannt. Lauterbach wurde überwiegend von Milchvieh- und Landwirtschaft geprägt. Urkunden erwähnen eine Adelsfamilie von Lauterbach. Im Ort befinden sich die Überreste einer frühdeutschen Wasserburg (Teich mit Insel), eine ehemalige Turmhügelburg.
Das im Ort befindliche Rittergut gehörte Adam Friedrich von Schönberg, der hier 1778 unverheiratet an den Blattern starb. Das Rittergut fiel daraufhin an seinen Onkel, den Kammerherrn Rudolph Dietrich von Schönberg auf Bieberstein und Thammenhain. Als dieser 1789 starb, gelangte das Rittergut an die beiden Mitbelehnten Adam Rudolph von Schönberg und dessen Bruder Christian Ehrenreich von Schönberg. Ende des 18. Jahrhunderts wurde das Rittergut an die Kaufmanns- und Fabrikantenfamilie Esche verkauft. 1884 wurde von Moritz Samuel Esche das Schloss Lauterbach an Stelle des alten Herrensitzes errichtet und im Auftrag von Arnold Esche 1907–09 nach Plänen von Henry van de Velde umgebaut. „Die bis heute im Wesentlichen erhaltenen aufwendig und kostbar gestalteten Einbauten und Umgestaltungen mehrerer Räume zählen zu seinen schönsten Arbeiten“ (Quelle www.henry-van-de-velde.com). Nach der Enteignung der Familie Esche (1948) und Nutzung als Mehrfamilienhaus bis nach der Wende, widmen sich die neuen Besitzer einer detailgetreuen Restaurierung.
Die im romanischen Stil erbaute Kirche stammt  aus dem 12. Jahrhundert und wurde mehrfach umgebaut. Der Kirchturm wurde nach einem Brand 1630 völlig zerstört und erst im Jahr 1840 wieder aufgebaut.
Lauterbach wurde am 1. Januar 1996 in die Gemeinde Neukirchen eingemeindet.

### Burgstall Pfarrteich (Lauterbach)
In der Ortsmitte von Lauterbach befindet sich der Burgstall einer mittelalterlichen kleinen Wasserburg, wohl einer Turmhügelburg, dicht nordwestlich der Kirche in der Aue des Dorfbaches.
Der kleine Pfarrteich unmittelbar unterhalb des Pfarrgutes, weist eine ovale Insel auf. Dieses Kernwerk hat etwa 9 × 7,5 m Ausdehnung. Der umlaufende Wassergraben ist 8–12 m breit. Vor ihm verläuft von NW über N nach O ein 1 m breiter Damm der nach Meinung von Volkmar Geupel jüngerer Art ist und mit der Burg nicht in Zusammenhang steht. Das Kernwerk (Insel) überragte den Wasserspiegel 1983 nur um 0,8–1 m. Südöstlich des Teichs liegen auf einer erhöhten Terrassenkante Pfarrgut und Kirche. Im Jahre 1304 ist ein „Johannes de Luterbach“ urkundlich belegt.
Laut Geupel wurden vor 1983 hier keine Funde gemacht. Am 1. August 1958 wurde der Burgstall als Bodendenkmal eingetragen.

## Verkehr
Die A 4 verläuft nördlich in 7 km Entfernung und die A 72 südöstlich in 16 km Entfernung.